# Spezzano Piccolo
Spezzano Piccolo é uma comuna italiana da região da Calábria, província de Cosenza, com cerca de 2.030 habitantes. Estende-se por uma área de 48 km², tendo uma densidade populacional de 42 hab/km². Faz fronteira com Casole Bruzio, Longobucco, Pedace, San Giovanni in Fiore, Serra Pedace, Spezzano della Sila.

## Demografia
| Variação demográfica do município entre 1861 e 2011                               |
|                                                                                   |
| Fonte: Istituto Nazionale di Statistica (ISTAT) - Elaboração gráfica da Wikipedia |